# يوجين غاردنر
يوجين غاردنر (بالإنجليزية: Eugene Gardner)‏ هو عالم نووي أمريكي، ولد في 10 فبراير 1901 في سانتا كروز في الولايات المتحدة، وتوفي في 1986.